# Кукловод (фильм, 1994)
«Кукловод» (англ. Playmaker) — художественный фильм 1994 года производства Великобритании, триллер, снятый режиссёром Юрием Зельцером. Главные роли в этом фильме исполнили Дженнифер Рубин, Колин Фёрт, Джон Гетц, Джефф Перри, Дин Норрис и Артур Тэксьер.
Фильм также известен под названием «Уроки мастерства». Премьера фильма состоялась 16 мая 1994 года во Франции на Каннском кинофестивале.

## Сюжет
- Таглайн: «An erotic thriller with a killer ending.»

Джеми Харрис — начинающая актриса. По совету своего знакомого Эдди она начинает брать уроки у преподавателя актёрского мастерства Росса Телберта. Между Джеми и Россом завязываются романтические отношения, которые постепенно переходят и в сексуальные.
Джеми узнаёт о том, что Росс применял какие-то запрещённые приёмы на своих бывших студентах и был причастен к смерти одной из студенток. В попытке самообороны Джеми убивает Росса, полицейские признают её невиновной. Но оказывается, что убила Джеми не Росса, а другого человека, Майкла Кондрена, который выдавал себя за Росса Телберта.

## В ролях
- Колин Фёрт — Росс Телберт / Майкл Кондрен
- Дженнифер Рубин — Джеми Харрис
- Джон Гетц — Эдди
- Джефф Перри — Аллен
- Артур Тэксьер — детектив Чассмен
- Дин Норрис — детектив Маркони
- Белинда Уэймаус — Энжи
- Диана Робин — Терри